# Lista över avsnitt av Californication
Det här är en lista över avsnitt av den amerikanska TV-serien Californication (2007) som ursprungligen visades  åren 2007-2014 i Showtime. Den är skapad av Tom Kapinos med David Duchovny i huvudrollen som Hank Moody, den självhatande författaren som efter att ha flyttat till Los Angeles möter motgångar i såväl privatlivet som arbetslivet.

## Säsonger
| Säsong | Säsong | Avsnitt | Säsongspremiär    | Säsongsfinal     | Utgivningsdatum på DVD | Utgivningsdatum på DVD | Utgivningsdatum på DVD |
| Säsong | Säsong | Avsnitt | Säsongspremiär    | Säsongsfinal     | Region 1               | Region 2               | Region 4               |
| ------ | ------ | ------- | ----------------- | ---------------- | ---------------------- | ---------------------- | ---------------------- |
|        | 1      | 12      | 13 augusti 2007   | 29 oktober 2007  | 17 januari 2008        | 16 juni 2008           | 18 juni 2008           |
|        | 2      | 12      | 28 september 2008 | 14 december 2008 | 25 augusti 2009        | 10 augusti 2009        | 18 augusti 2009        |
|        | 3      | 12      | 27 september 2009 | 13 december 2009 | 9 november 2010        | 7 februari 2011        | 17 augusti 2010        |
|        | 4      | 12      | 9 januari 2011    | 27 mars 2011     |                        |                        |                        |

### Säsong 1 (2007)
| Nr | Titel                                  | Författare                   | Regissör         | Sändningsdatum    |
| --- | -------------------------------------- | ---------------------------- | ---------------- | ----------------- |
| 1 - 101 | "Pilot"                                | Tom Kapinos                  | Stephen Hopkins  | 13 augusti 2007   |
| Författaren Hank Moody lider av skrivkramp. Ett one-night-stand gör att Hank kommer sent till mötet med dottern Becca. Ett hett sammanträffande med en kvinna kan ha förödande konsekvenser. Becca hamnar på en vild fest och Hank måste ingripa. Hank får ett erbjudande. Karen talar om för Hank att hon har förlovat sig.                                                                     |                                        |                              |                  |                   |
| 2 - 102 | "Hell-A Woman"                         | Tom Kapinos                  | Scott Winant     | 20 augusti 2007   |
| Efter stark uppmuntran från flera personer sätter Hank igång med bloggen för Hell-A-Magazine. Emellanåt blir han bjuden på en middagsfest hos Bill och Karen som slutar ganska ovanligt. |                                        |                              |                  |                   |
| 3 - 103 | "The Whore of Babylon"                 | Tom Kapinos                  | Scott Winant     | 27 augusti 2007   |
| Hanks boksignering avbryts när Todd Carr, regissören av "A Crazy Little Thing Called Love", anländer arg över Hanks nedlåtande kommentarer om både honom som person och bokadaptationen, som Hank starkt ogillar. Det slutar i slagsmål; Hank blir arresterad och Bill kommer över för att köpa ut honom. Bill försöker övertala Hank att behålla jobbet på Hell-A för familjens skull.          |                                        |                              |                  |                   |
| 4 - 104 | "Fear and Loathing at the Fundraiser"  | Daisy Gardner                | Michael Lembeck  | 3 september 2007  |
| Meredith övertalar Hank att följa med på en välgörenhetsgala. Hank får ganska snart reda på att Karen har samma planer. |                                        |                              |                  |                   |
| 5 - 105 | "LOL"                                  | Susan McMartin               | Bart Freundlich  | 10 oktober 2007   |
| Bill ber Hank att prata om sitt liv som författare på Mias skola. Hank går med på det, dock inte utan att ta något i gengäld. Väl på skolan möter han en fräck lärare och en klass med bara flickor. Under tiden upplever Becca en olycklig förälskelse. |                                        |                              |                  |                   |
| 6 - 106 | "Absinthe Makes the Heart Grow Fonder" | Tom Kapinos & Eric Weinberg  | Ken Whittingham  | 17 september 2007 |
| Hank möter en sexig surftjej i affären. Efter en natt fylld av sprit, klassisk rock och passionerat sex vaknar Hank och konstaterar att han blivit lurad. Mia ber Hank om fler noveller hon kan visa upp i skolan. |                                        |                              |                  |                   |
| 7 - 107 | "Girls, Interrupted"                   | Gina Fattore                 | Tucker Gates     | 24 september 2007 |
| Marcy föreslår en trekant med Charlie and Dani, men den slutar på ett oväntat sätt. |                                        |                              |                  |                   |
| 8 - 108 | "California Son"                       | Tom Kapinos                  | Scott Winant     | 1 oktober 2007    |
| Hank växlar mellan förtvivlan och vrede när han får reda på att hans far, Al, har avgått. Berusad av smärta, alkohol och andra droger lyckas han hamna på ett hotellrum tillsammans med den prostituerade Trixie. Under tiden tänker han på sitt förhållande med pappan. Tillbakablickar visar oss Als senaste besök hos Hank.                                                                   |                                        |                              |                  |                   |
| 9 - 109 | "Filthy Lucre"                         | Ildy Modrovich               | Scott Burns      | 8 oktober 2007    |
| Hanks återvänder från sin fars begravning med humöret på topp och ett nyskrivet manuskript han ber Karen att läsa. Charlie ordnar en bonuslön åt Hank och Hank storhandlar. Bill och Karen är oense om planerna inför bröllopet. Charlie försöker desperat ställa sitt förhållande med Marcy till rätta efter den misslyckade trekanten.                                                         |                                        |                              |                  |                   |
| 10 - 110 | "The Devil's Threesome"                | Tom Kapinos                  | John Dahl        | 15 oktober 2007   |
| Charlie, som nu bor hos Hank, drar med honom till gymmet där de träffar en ilsken tjej Hank hade det ihop med. Hank har emellertid svårt att minnas henne och erhåller ett smärtsamt straff. Karen och Marcy drar ut på en utekväll och stöter ihop med sina exmakar. Mia ordnar ett möte med Dani angående en roman hon skrivit. För Charlie och Hank slutar kvällen med både skratt och tårar. |                                        |                              |                  |                   |
| 11 - 111 | "Turn the Page"                        | Gina Fattore & Eric Weinberg | David Von Ancken | 22 oktober 2007   |
| Becca beslutar sig att flytta från Bill and Karen, och istället bo med sin far. |                                        |                              |                  |                   |
| 12 - 112 | "The Last Waltz"                       | Tom Kapinos                  | Scott Winant     | 29 oktober 2007   |
| Verkligheten slår Hank med fart när Karens och Bills bröllop plötsligt blir ett faktum. Beccas stora steg mot kvinnligheten kräver hårda tag från Hanks sida. Under tiden informerar Bill Mia att han inte tänker låta henne publicera sin bok. |                                        |                              |                  |                   |

### Säsong 2 (2008)
| Nr | Titel                                 | Författare                  | Regissör         | Sändningsdatum    |
| --- | ------------------------------------- | --------------------------- | ---------------- | ----------------- |
| 13 - 201 | "Slip of the Tongue"                  | Tom Kapinos                 | David Duchovny   | 28 september 2008 |
| Hank lever nu ett till synes lyckligt familjeliv tillsammans med flickvännen Karen och dottern Becca. Runt hörnet väntar dock nya beslut. Mia möter succén efter romanen som hon stal av Hank. Gänget hamnar på en vild fest hos rocklegenden Lew Ashby. Kvällen får ett oväntat slut för Hank. |                                       |                             |                  |                   |
| 14 - 202 | "The Great Ashby"                     | Tom Kapinos                 | David Von Ancken | 5 oktober 2008    |
| Karen vägrar att betala borgen för Hank, men arresteringen innebär mycket mer än bara självbegrundan. Lew Ashby har nämligen ett erbjudande till Hank. |                                       |                             |                  |                   |
| 15 - 203 | "No Way to Treat a Lady"              | Gina Fattore                | John Dahl        | 12 oktober 2008   |
| 16 - 204 | "The Raw & the Cooked"                | Tom Kapinos                 | David Von Ancken | 19 oktober 2008   |
| 17 - 205 | "Vaginatown"                          | Jay Dyer                    | Ken Whittingham  | 26 oktober 2008   |
| 18 - 206 | "Coke Dick & First Kick"              | Gina Fattore & Gabriel Roth | Michael Lehmann  | 2 november 2008   |
| 19 - 207 | "In a Lonely Place"                   | Tom Kapinos                 | Jake Kasdan      | 9 november 2008   |
| 20 - 208 | "Going Down and Out in Beverly Hills" | Daisy Gardner               | Danny Ducovny    | 16 november 2008  |
| 21 - 209 | "La Ronde"                            | Gina Fattore                | Adam Bernstein   | 23 november 2008  |
| 22 - 210 | "In Utero"                            | Tom Kapinos                 | David Von Ancken | 20 november 2008  |
| 23 - 211 | "Blues from Laurel Canyon"            | Gina Fattore                | Michael Lehmann  | 7 december 2008   |
| 24 - 212 | "La Petite Mort"                      | Tom Kapinos                 | Bart Freundlich  | 14 december 2008  |

### Säsong 3 (2009)
| Nr       | Titel                        | Författare                    | Regissör                           | Sändningsdatum    |
| -------- | ---------------------------- | ----------------------------- | ---------------------------------- | ----------------- |
| 25 - 301 | "Wish You Were Here"         | Tom Kapinos                   | David Duchovny                     | 27 september 2009 |
| 26 - 302 | "The Land of Rape and Honey" | Tom Kapinos                   | Bart Freundlich & David Von Ancken | 4 oktober 2009    |
| 27 - 303 | "Verities & Balderdash"      | Gina Fattore                  | David Von Ancken                   | 11 oktober 2009   |
| 28 - 304 | "Zoso"                       | Tom Kapinos                   | Bart Freundlich                    | 18 oktober 2009   |
| 29 - 305 | "Slow Happy Boys"            | Tom Kapinos                   | David Von Ancken                   | 25 oktober 2009   |
| 30 - 306 | "Glass Houses"               | Gina Fattore                  | Michael Lehmann                    | 1 november 2009   |
| 31 - 307 | "So Here's the Thing..."     | Daisy Gardner                 | John Dahl                          | 8 november 2009   |
| 32 - 308 | "The Apartment"              | Tom Kapinos                   | Adam Bernstein                     | 15 november 2009  |
| 33 - 309 | "Mr. Bad Example"            | Gina Fattore & Matt Patterson | John Dahl                          | 22 november 2009  |
| 34 - 310 | "Dogtown"                    | Tom Kapinos & Gina Fattore    | Seith Mann                         | 29 november 2009  |
| 35 - 311 | "Comings & Goings"           | Gina Fattore & Daisy Gardner  | David Von Ancken                   | 6 december 2009   |
| 36 - 312 | "Mia Culpa"                  | Tom Kapinos                   | Stephen Hopkins                    | 13 december 2009  |

### Säsong 4 (2011)
| Nr       | Titel                     | Författare           | Regissör                   | Sändningsdatum   |
| -------- | ------------------------- | -------------------- | -------------------------- | ---------------- |
| 37 - 401 | "Exile on Main St."       | David Von Ancken     | Tom Kapinos                | 9 januari 2011   |
| 38 - 402 | "Suicide Solution"        | David Duchovny       | Tom Kapinos                | 16 januari 2011  |
| 39 - 403 | "Home Sweet Home"         | Adam Bernstein       | Tom Kapinos                | 23 januari 2011  |
| 40 - 404 | "Monkey Business"         | Bart Freundlich      | Gabe Roth & Matt Patterson | 30 januari 2011  |
| 41 - 405 | "Freeze-Frame"            | Beth McCarthy Miller | Tom Kapinos                | 6 februari 2011  |
| 42 - 406 | "Lawyers, Guns and Money" | John Dahl            | Vanessa Reisen             | 13 februari 2011 |
| 43 - 407 | "The Recused"             | Michael Weaver       | Tom Kapinos                | 20 februari 2011 |
| 44 - 408 | "Lights. Camera. Asshole" | Adam Bernstein       | Tom Kapinos                | 27 februari 2011 |
| 45 - 409 | "Another Perfect Day"     | Michael Lehmann      | Tom Kapinos & Gabe Roth    | 6 mars 2011      |
| 46 - 410 | "The Trial"               | Seith Mann           | Tom Kapinos                | 13 mars 2011     |
| 47 - 411 | "The Last Supper"         | John Dahl            | Tom Kapinos                | 20 mars 2011     |
| 48 - 412 | "… And Justice for All"   | Adam Bernstein       | Tom Kapinos                | 27 mars 2011     |

### Fotnoter
1. ↑  ”Californication” (på engelska). TV.Com. Arkiverad från originalet den 21 januari 2017. https://web.archive.org/web/20170121093057/http://www.tv.com/shows/californication/. Läst 26 januari 2017.